# 静岡県道129号韮山伊豆長岡修善寺線
静岡県道129号韮山伊豆長岡修善寺線（しずおかけんどう129ごう にらやまいずながおかしゅぜんじせん）は、静岡県伊豆の国市から同県伊豆市に至る一般県道である。

## 概要

### 路線データ
- 起点 : 静岡県伊豆の国市原木（国道136号交点）
- 終点 : 静岡県伊豆市瓜生野（国道136号交点）
- 路線延長 : 12,346 m[1]

## 歴史
- 1960年（昭和35年）4月1日 - 認定[2]

## 路線状況
- 路線名の「韮山」・「伊豆長岡」・「修善寺」は、いずれも旧自治体名（韮山町・伊豆長岡町・修善寺町）に由来する。
- 一部の区間はすれ違いが困難な箇所があるため大型車両の通行が禁止されている。
- 毎年1月中旬に伊豆の国市駅伝大会が開催されるため一時的な通行規制がかかる。

## 地理

### 通過する自治体
- 静岡県
伊豆の国市 - 田方郡函南町 - 伊豆の国市 - 伊豆市

### 交差する道路
- 国道136号（下田街道）（起点：原木交差点）
- 静岡県道139号原木沼津線（原木交差点（起点） - 函南町日守で重複）
- 静岡県道134号静浦港韮山停車場線（伊豆の国市北江間）
- 静岡県道131号古奈伊豆長岡停車場線（古奈交差点）
- 静岡県道130号伊豆長岡三津線（長岡交差点）
- 伊豆中央道（国道136号バイパス）（伊豆の国市小坂で立体交差、直接は接続していない）
- 国道414号（大門橋西交差点）
- 修善寺道路（国道136号バイパス・国道414号）（伊豆市熊坂で立体交差、直接は接続していない）
- 国道136号（下田街道）（終点：伊豆市瓜生野）

### 沿線
- ABB日本ベーレー本社・工場
- 狩野川
- 臼井国際産業伊豆長岡工場
- 伊豆の国市立長岡南小学校
- 順天堂大学医学部附属静岡病院
- 大仁中央インターチェンジ
- 伊豆市立熊坂小学校